# Sofism
Acest articol este despre erori în raționament.
Un sofism este un raționament corect în aparență, dar fals în realitate. Paralogismul este un sofism involuntar (neintenționat).
Termenul sofism provine din grecescul sophistēs. Odinioară sophistēs și sophós erau sinonime și însemnau înțelept, expert, "priceput în toate". În timpul lui Socrate termenul a început să fie folosit în legătură cu acei profesori care ofereau tinerilor, contra plată, învățătura și expuneri publice de elocință.
În logica informală și retorică, o eroare este de obicei o eroare în raționament de multe ori din cauza unei neînțelegeri sau a unei prezumții. Unele așa-numite erori nu sunt retoric destinate să apeleze la rațiune, ci mai degrabă la emoție, sau la o dispoziție mai nuanțată. O analiză informală a modelelor retorice în cadrul erorilor nu ar trebui să fie confundată cu argumente riguros formale în logică, pentru că argumentele convingătoare rațional nu necesită să aibă succes.
Deși de multe ori folosite în mod neintenționat, așa-numitele erori pot fi folosite intenționat pentru a câștiga argumente. Aceste dispozitive retorice, discutate în detaliu mai jos, sunt: "ignorarea întrebării" pentru a devia argumentul spre problemele irelevante folosind așa-numitul "hering roșu", făcând argumentul să aibă un caracter personal ("argumentum ad hominem") și discreditând caracterul opoziției, "cerșitul întrebării" ("Petitio Principi"), utilizarea "non sequitur", falsul "cauză și efect" ("post-hoc ergo propter hoc"), "alinierea" (toată lumea spune așa), "dilema falsă" sau "eroarea fie-fie", în care situația este extrasimplificată, "stivuirea cărților" sau utilizarea selectivă a faptelor, precum și "analogia falsă". Un alt dispozitiv comun este "generalizarea falsă", o abstractizare a argumentului care mută discuția la platitudini unde faptele chestiunii sunt pierdute. Există multe, mult mai multe trucuri pentru a distrage atenția de la explorarea atentă a unui subiect. 
O eroare formală bine definită, o eroare logică sau o eroare deductivă, se numește de obicei un argument nevalid. O eroare informală este un argument care ar putea să nu fie convingătoare din punct de vedere rațional.